# كمال صونال
علي كِمَال صونال (بالتركية: Kemal Sunal) هو ممثل سينمائي تركي كوميدي، من مواليد 11 نوفمبر 1944، شارك في العديد من الأفلام ومنها: طوسون باشا (Tosun Paşa)، و شرق بولبلو (Şark Bülbülü). وتوفي كمال صونال بتاريخ 3 يوليو 2000 نتيجة سكتة قلبية.